# ZACORDA
ZACORDA skraćeno od ZAGREB COUNTY REGIONAL DEVELOPMENT AGENCY - je regionalna razvojna agencija Zagrebačke županije koja se izgrađuje po dobroj praksi takvih agencija u Europskoj uniji, kako bi optimizirala razvojne ciljeve Zagrebačke županije u procesu prilagodbe Hrvatske na regionalno ustrojstvo i programe Europske unije. 

## Vanjske poveznice
- Regionalna razvojna agencija Zagrebačke županije